# 三協光機
三協光機株式会社（Sankyo Kohki 、またはSankyō Kōki ）はかつて日本に存在したレンズメーカーである。
当初は中外写真商事の下請けでチバノン（Chivanon 、またはChibanone ）というブランドにて8mmシネ用レンズ、引き伸ばしレンズを製造していた。その後はコムラー・コムラノンブランドで、各種ライカ判一眼レフカメラ用はもちろん、ブロニカ・ペンタックス67などの中判カメラ、大判カメラ用のレンズなどを生産した。
中判用、大判用レンズはシャープなことで定評があって、コストパフォーマンスの高さから特にコマーシャル写真撮影ではかなり普及していた。𡈽方健介は「中型および大型のカメラを扱った人たちには、一度はお世話になった思い出があると思う」と書いている。

## 歴史
- 1951年7月 - 三協光機研究所設立。三協とは、技術、営業、資本の三部門の協力と均衡を保つ意という[2]。
- 1955年 - 三協光機株式会社に改組。ブランドを決めることになり社長の小島満、専務の稲村から文字を取ってコムラー（Komura 、またはKomura- ）とした[2]。
- 1969年7月 - 株式会社コムラーレンズ（Komura Lens MFG. Ltd. ）に社名変更した[2]。
- 1980年 - 倒産[2]。

## 製品一覧

### コンタックスマウントレンズ
コンタックス#非純正レンズ参照。

### エクサクタマウントレンズ
エクサクタマウントレンズの一覧#三協光機参照。

### ライカマウントレンズ
ライカマウントレンズの一覧#三協光機参照。

### ユニマウント
ユニマウントはマウントが交換できるシステムで、交換マウントはキヤノンFL、ミノルタMC、ニコンF、ペンタックスS/プラクチカ（M42）用があった。このシリーズのレンズは総じて、プリセット絞りで、レンズの前半が光学系と絞り機構になっており、レンズの後半はヘリコイド鏡筒である。このレンズを手で捻ると簡単に前後に分かれて交換ができる。また、コムラー200mmF3.5の後半のヘリコイドのねじ込み部は一般的なペンタックスS/プラクチカ（M42）マウントなので、ヘリコイドを持たない引き伸ばしレンズなどを付けて使用することも可能である。このプリセット絞りのレンズ・シリーズは総体的に、光学系の最後群にある凹レンズが酷く曇りやすく、かつ、傷つきやすいので無傷の個体は貴重である。ねじマウントのため指標が必ずしも真上に来ないこともあるが、マウント下部にあるイモねじを複数箇所調整しながらレンズ自体を回転させると、レンズの指標を適正な位置に微調整できる。
- Wコムラー（W-KOMURA ）24mmF4 - プリセット絞り[3]。最短撮影距離0.18m[3]。
- コムラー135mmF2.8 - プリセット絞り。18枚ギヤ形絞り
- コムラー135mmF3.5 - プリセット絞り。18枚ギヤ形絞り
- コムラー200mmF3.5 - プリセット絞り。18枚完全円形絞り
- コムラー300mmF5    - プリセット絞り。
- コムラー300mmF5.6 - プリセット絞り。別途取り付け用三脚座あり。

ユニオートマウントでは自動絞りに対応した。キヤノンFD、ニコンF、ペンタックスS/プラクチカ（M42）用があった。
- スーパーコムラー100mmF2.5
- スーパーコムラー135mmF2.8 - アタッチメントφ55mmねじ込み。

### コムラノンマウント
ユニマウントレンズに続くマウント交換式のレンズシステムで、各種35mm判一眼レフカメラに装着できた。ただし一部機種はマウント固定式。従来の「コムラー」に代わって「コムラノン」（KOMURANON ）の名称が用いられ、1970年代から1980年に倒産するまで販売されていた。
- コムラノン24mmF2.5[4]
- コムラノン28mmF2.5[4]
- コムラノン28mmF2.8[5]
- コムラノン35mmF2.5[4]
- コムラノン135mmF2.5[4]
- コムラノン135mmF2.8[5]
- コムラノン200mmF3.5[4]
- コムラノン300mmF4.5[4]
- コムラノン24・35 24-35mmF3.5[5]
- コムラノン35・70 35-70mmF3.5-4.5[6]
- コムラノンマクロ389 38-90mmF3.5[7]
- コムラノンリポーター715-S 75-150mmF3.8[6] - マウント交換不可
- コムラノン 記者 715-S 75-150mmF3.8[6]
- コムラノン715II 75-150mmF4.5[7]
- コムラノンマクロ715 75-150mmF4.5[6]
- コムラノン821 80-210mmF4.5[7]
- コムラノン821-S 80-210mmF4.5[6] - コムラノン821とはレンズ構成が異なる
- コムラノン820 80-200mmF4[5]
- コムラノンマクロ925 90-250mmF4.5[7]

### 大判レンズ
- 通商のコムラー 210mm F6.3, 3群4枚 テッサー。コダックコマーシャルエクタールと同様。4x5カバレッジ。[8]
- スーパーWコムラー 47mm f / 6.3。 フィルターサイズ：67mm。 6x9cmのカバレッジ。[9]

### ゼンザブロニカマウントレンズ
ゼンザブロニカ#ゼンザブロニカシリーズ用レンズ参照。